# Deutscher Zigarettenverband
Der Deutsche Zigarettenverband (DZV) ist ein im März 2008 gegründeter Interessenverband der Zigarettenhersteller in Deutschland mit Sitz in Berlin. 

## Geschichte
Er wurde am 14. März 2008 von fünf der sieben Mitgliedsunternehmen des Verbandes der Cigarettenindustrie (VdC) neu ins Leben gerufen. Der VdC hatte am 29. Juni 2007 seine Auflösung beschlossen, nachdem wenige Wochen zuvor der deutsche Marktführer Philip Morris (rund 37 % Marktanteil) überraschend aus dem VdC ausgetreten war. Der VdC war trotz nur sieben Mitgliedern einer der einflussreichsten Lobbyverbände in Deutschland. Er verfügte über Beziehungen zu allen für ihn wichtigen Ministerien und nachgeordneten Bundesbehörden.
Als erste Geschäftsführerin wurde Marianne Tritz bestellt, die bis dahin Vorstandsreferentin im Bundestagsbüro des Fraktionsvorsitzenden von Bündnis 90/Die Grünen, Fritz Kuhn, war und zuvor selbst als Abgeordnete dieser Fraktion im Bundestag saß. Zum 30. Oktober 2012 trennte sich der Verband überraschend von Tritz. Als Grund wurde ein notwendiger Neuanfang angegeben. Die Geschäftsführung wurde von Dirk Pangritz übernommen. Vom 1. Juni 2013 bis 31. Januar 2014 war Henning Finck als weiterer Geschäftsführer tätig, das Beschäftigungsverhältnis wurde in gegenseitigem Einvernehmen beendet. Am 1. Juli 2014 übernahm Jan Mücke die Geschäftsführung von Dirk Pangritz.
Erster Vorsitzender des DZV  wurde im April 2014 Ralf Wittenberg, Vorstandsvorsitzender von British American Tobacco.

## Mitgliedsunternehmen
Die fünf Mitgliedsunternehmen repräsentieren etwa 60 Prozent des deutschen Zigarettenmarktes:
- British American Tobacco Germany GmbH, Hamburg
- Reemtsma Cigarettenfabriken GmbH, Hamburg
- JT International Germany GmbH (Konzern Japan Tobacco), Trier
- Tabak- und Cigarettenfabrik Heintz van Landewyck GmbH, Trier
- Joh. Wilh. von Eicken GmbH, Lübeck

## Aufgaben und Ziele
Der DZV sieht sich als zentralen Ansprechpartner für Politik, Wirtschaft und Medien rund um das Thema Rauchen und Zigaretten. Er versteht sich darüber hinaus auch als Interessenvertreter von rund 20 Millionen Konsumenten von Tabakprodukten. Unter dem Motto „Genuss braucht Verantwortung“ versucht er nach eigenen Angaben den Spagat zwischen der Werbung für das Suchtmittel „Zigarette“ und der Diskussion um Verantwortung für Gesundheit und Jugend. Der DZV soll wie zuvor der VdC Lobbyarbeit zugunsten der Tabak- bzw. Zigarettenindustrie machen. Regulierungen und Restriktionen im Bezug auf den Tabakkonsum und das Rauchen sollen verhindert oder zumindest abgeschwächt werden.

## Partnerverbände
- Bundesverband des Deutschen Tabakwareneinzelhandels (BDTE)
- Bundesverband Deutscher Tabakwaren-Großhändler und Automatenaufsteller (BDTA)
- Bundesverband Deutscher Tabakpflanzer e. V. (BdT)
- Verband der deutschen Rauchtabakindustrie e. V. (VdR)
- Bundesverband der Zigarrenindustrie (BDZ)

Der DZV und alle Partnerverbände sind in der Öffentlichen Liste über die Registrierung von Verbänden und deren Vertretern, der Lobbyliste, beim Deutschen Bundestag eingetragen.